# Bomolocha telamonalis
Bomolocha telamonalis är en fjärilsart som beskrevs av Walker 1859. Bomolocha telamonalis ingår i släktet Bomolocha och familjen nattflyn. Inga underarter finns listade i Catalogue of Life.